# 飛狐外傳 (1980年電影)
《飛狐外傳》，為1980年香港邵氏公司出品，張徹執導的電影。改編自金庸同名武俠小說飛狐外傳。

## 人物角色
| 角色名稱 | 演員   | 備註                     |
| -------- | ------ | ------------------------ |
| 胡斐     | 錢小豪 | 胡一刀之子               |
| 程靈素   | 黃敏儀 | 毒手藥王弟子             |
| 苗人鳳   | 郭追   | 金面佛                   |
| 田歸農   | 江生   |                          |
| 胡一刀   | 鹿峰   | 胡婓父                   |
| 胡夫人   | 潘冰嫦 | 胡婓母                   |
| 南蘭     | 楚湘雲 |                          |
| 石萬嗔   | 王力   | 毒手藥王師弟，程靈素師叔 |
| 閻基     | 余太平 |                          |
| 平阿四   | 黎友興 |                          |
| 慕容景岳 | 周麥利 | 毒手藥王弟子，程靈素師兄 |
| 姜鐵山   | 譚鎮渡 | 毒手藥王弟子，程靈素師兄 |
| 薛鵲     | 梁志紅 | 毒手藥王弟子，程靈素師姐 |
| 商寶震   | 蕭玉   | 商劍鳴之子               |
| 商老太   | 呂紅   | 商寶震母                 |
| 商劍鳴   | 姚鎮泉 | 商寶震父                 |
|          | 林志泰 | 天龍門弟子，田歸農師弟   |
| 劉鶴真   | 劉晃世 |                          |
| 鍾兆英   | 陳樹基 | 鄂北鍾氏兄弟             |
| 鍾兆文   | 陳漢光 | 鄂北鍾氏兄弟             |
| 張飛雄   | 梁焯坤 | 天龍門弟子，田歸農之徒   |
|          | 王憾塵 | 客店掌櫃                 |
|          | 馮明   | 店伴                     |
|          | 尹相林 |                          |
|          | 夏國榮 |                          |
|          | 陳鴻   | 天龍門弟子               |
|          | 王華   | 天龍門弟子               |
|          | 林威   | 天龍門弟子               |
|          | 黃志強 | 天龍門弟子               |
|          | 魏添財 | 商家堡眾                 |
|          | 洪新南 |                          |
|          | 蔡國強 |                          |
|          | 譚偉民 | 閻基黨羽                 |

## 其他製作人員
- 執行製片：陳列
- 助導：江生、盧遠鳴
- 武術指導：鹿峰、江生、郭追
- 劇務：劉清鵬
- 燈光：陳芬、關英全
- 道具：黎沃
- 化妝：吳緒清、劉繼承
- 梳妝：彭雁聯
- 服裝：劉季友
- 錄音：徐炳光
- 置景：曹莊生

## 備註
1. 1 2  香港電影票房 1980 〔華語電影〕，〈香港電影票房全紀錄〉

## 外部連結
- 開眼電影網上《飛狐外傳》的資料（繁體中文）
- 香港影庫上《飛狐外傳》的資料（繁體中文）
- 豆瓣电影上《飛狐外傳》的資料 （简体中文）
- 时光网上《飛狐外傳》的資料（简体中文）
- AllMovie上《飛狐外傳》的资料（英文）
- 互联网电影数据库（IMDb）上《飛狐外傳》的资料（英文）